# Пьяная бочка
«Пьяная бочка» — распространенное сленговое название гравитационного смесителя, представляющего собой цилиндрическую ёмкость, ось вращения которой пересекает ось цилиндра под определённым углом (чаще всего в пределах от 30° до 45°). При вращении ёмкости загруженные в неё компоненты циклически падают от одного торца ёмкости к другому хорошо перемешиваясь. Основное достоинство конструкции — предельная простота реализации. Ещё одним достоинством является то, что смесь контактирует только со стенками камеры, что позволяет смешивать взрывоопасные компоненты (например, при производстве пороха) или химически агрессивные вещества. Недостаток — низкий коэффициент полезного действия. Нашли широкое применение в строительном деле, химической, косметической, пищевой, фармацевтической и ряда других отраслей промышленности.
Выпускаются серийно. Простая конструкция позволяет изготавливать их кустарно.